# Calomarde
Calomarde is een gemeente in de Spaanse provincie Teruel in de regio Aragón met een oppervlakte van 28,18 km². Calomarde telt 80 inwoners (1 januari 2016).

## Demografische ontwikkeling
Bron: INE, 1857-2011: volkstellingen